# Liparetrus ventralis
Liparetrus ventralis är en skalbaggsart som beskrevs av Blackburn 1905. Liparetrus ventralis ingår i släktet Liparetrus och familjen Melolonthidae. Inga underarter finns listade i Catalogue of Life.